# Nubie

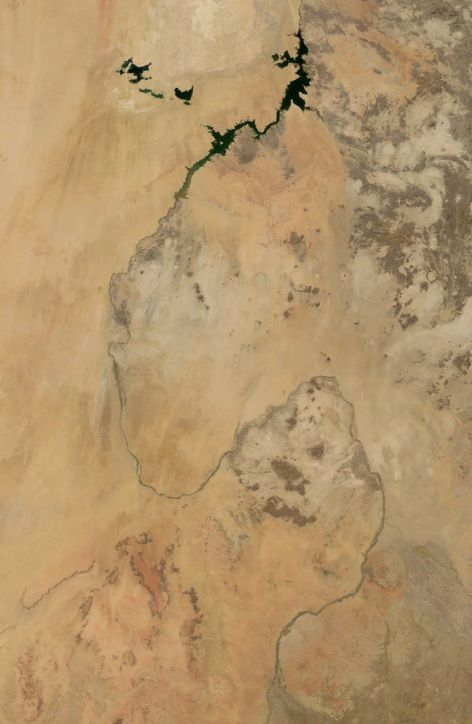
Image satellite de la Nubie de nos jours.

La Nubie est une région s'étendant le long du Nil sur près de 1 400 km, entre la première cataracte (au sud d'Assouan) et la confluence du Nil Bleu et du Nil Blanc (à Khartoum).
La Nubie a été le siège de l'une des premières civilisations de l'Afrique ancienne, jusqu'à sa conquête par l'Égypte sous le pharaon Thoutmôsis Ier. Puis elle a conquis l'Égypte (XXVe dynastie), avant d'être reconquise et de devenir, plus tard, grecque puis romaine. Elle est alors christianisée. Elle résiste à l'islamisation au moins jusqu'au XIVe siècle.
Dans l'Antiquité, ses habitants parlaient des dialectes apparentés aux langues nilo-sahariennes, dont le birgid, qui a été parlé jusqu'au début des années 1970 dans le Darfour (au nord de Nyala). L'ancien nubien était utilisé dans la plupart des textes religieux aux VIIIe et IXe siècles. Un dialecte nubien subsiste néanmoins de nos jours et se parle chez une partie de la population nubienne.

## Toponyme
| N17 | Aa32 | X1 · N18 |

| N17 | Aa32 | X1 · N18 |

Les anciens Égyptiens appelaient la région Ta-Seti (« le pays de l’arc ») en raison de l’arme caractéristique de ses habitants. Les Égyptiens distinguaient deux régions Ouaouat (la Basse-Nubie égyptienne située entre les deux premières cataractes), et Kouch (la Haute-Nubie soudanaise s’étendant de la deuxième cataracte jusqu'aux environs de la cinquième cataracte, jusqu'au site de Kurgus[réf. nécessaire]). C'est à cause de cette connexion avec Kouch que des linguistes du XIXe siècle avaient créé la notion des langues couchitiques, à cause de leur hypothèse que le bedja, oromo, bilin etc., des langues apparentées parlées au Soudan, en Érythrée et en Éthiopie, étaient liés à l'ancienne langue de Koush. Des nouvelles recherches linguistiques prouvent cependant que la langue dominante de Kouch appartenait aux langues nilo-sahariennes[réf. nécessaire].
Certains textes hiéroglyphiques affirment que dans cette contrée l’or (en égyptien nb.w, nwb : noub) était « aussi abondant que la poussière des chemins » : peut-être est-ce là l’étymologie du nom Nubie dont la première mention se trouve dans la Géographie de Strabon, vers l'an 29 avant notre ère. Néanmoins, cette étymologie n'est pas universellement acceptée.

## Description

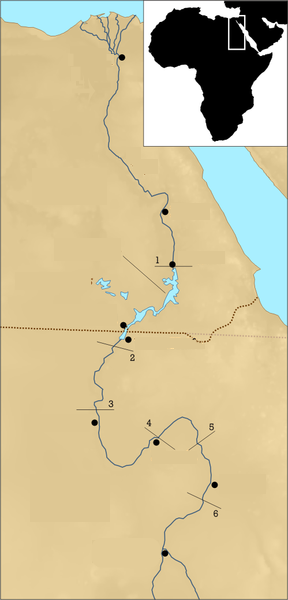
Carte actuelle de la Nubie : Égypte au nord, Soudan au sud.
Basse Nubie : 1re{2e

La région de la Nubie est une zone intermédiaire faisant le lien entre la région égyptienne et l'Afrique centrale des Grands Lacs en suivant le couloir de la vallée du Nil. Différentes cataractes, le long du Nil, gênent sa remontée vers le Sud et peuvent empêcher la navigation. Ces points constituent des éléments géographiques dont le contrôle constitue dès lors un enjeu politique et commercial.
La Nubie est une zone de contact importante entre le sud et le nord du continent, mais également entre l'est et l'ouest dans un contexte où certaines zones du Sahara ne sont pas encore asséchées et constituent un couloir de circulation supplémentaire menant jusqu'au bassin du Tchad. 
La Nubie se compose de deux parties principales : la Basse-Nubie ou Nubie égyptienne qui s'étend de la première à la seconde cataracte; la Haute Nubie ou Nubie soudanaise qui s'étend au delà de la sixième cataracte. Dans cette seconde partie de la région se forment différents royaumes.

## Histoire

### Préhistoire et débuts de l'Antiquité: groupes A, B et C
Les plus anciens habitants connus de la Nubie sont les Badariens, suivis des Amratiens puis des Gerzéens, appelés civilisations du « groupe A ». Depuis l'installation des Gerzéens, la Nubie a réellement commencé à se former - période qui correspond à l'avènement en Égypte de la Ire dynastie, vers l'an -3100. Les Gerzéens étaient à l'origine un peuple nomade qui s'installa en Nubie pour devenir éleveurs, s'occupant de moutons, de chèvres et de quelques vaches. Ils se distinguent par leurs poteries et leurs rites funéraires très différents de ceux des Égyptiens.
La culture gerzéenne déclina aux alentours du XXVIIIe siècle avant notre ère, suivie par les civilisations dites du « groupe B ». On a parfois considéré que les peuples du groupe B avaient envahi la Nubie - on pense aujourd'hui que le groupe B est issu du groupe A. La persistance de pratiques funéraires liées au Groupe A renforce cette hypothèse. Le Groupe B ne serait dès lors qu'une sous-branche appauvrie de la culture du Groupe A alors en déclin important. La cause de ce déclin peut être associée aux activités hostiles menées par l'Egypte en Basse-Nubie. 
Les opérations militaires se répètent notamment sous Khâsekhemouy et Snéfrou qui aurait détruit le « Pays des Nubiens ». Des colonies égyptiennes sont effectivement identifiées sur des sites archéologiques à proximité de la deuxième cataracte. Il est tout à fait probable que les populations nubiennes se soumettent à l'occupation égyptienne vers le XXVIIe siècle avant notre ère.
Grâce au commerce avec l'Égypte, la Nubie réussit à acquérir un certain niveau de vie et de stabilité. Autour de la VIe dynastie égyptienne, la Nubie fut divisée en petits royaumes - il y a débat concernant l'appartenance ou non des royaumes à un hypothétique « groupe C ». On remarque l'étonnante similitude entre les poteries des anciens du groupe A et celles du groupe C, semblant dénoter soit une nostalgie de ces derniers, soit un retour des premiers. Le désert du Sahara était à cette époque suffisamment invivable pour provoquer l'exode soudain des peuples nomades qui y résidaient normalement, se réfugiant alors en partie en Nubie.

### Royaumes de Koush

#### Kerma (2500-1500 avant notre ère)

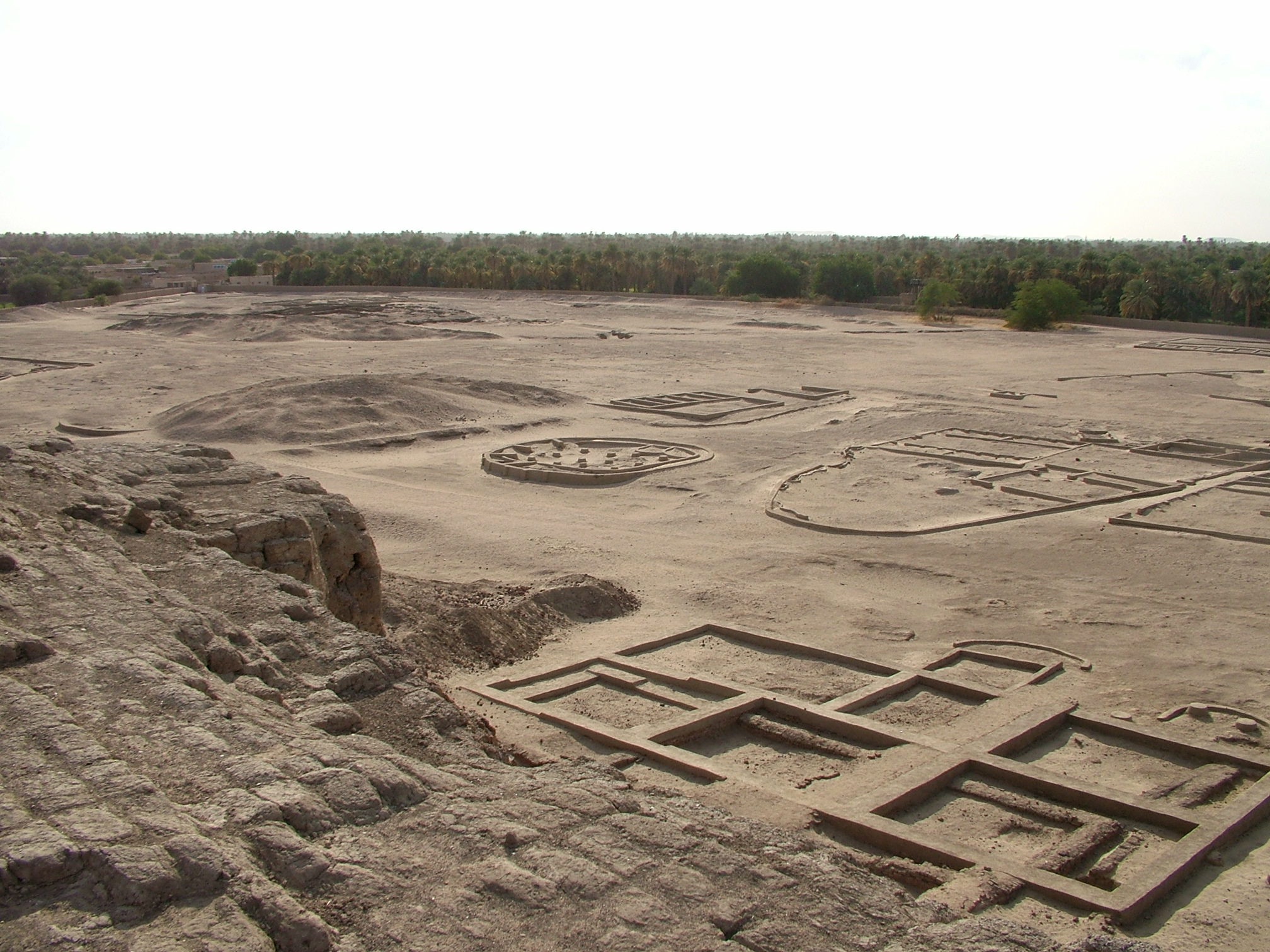
Ruines de la cité de Kerma

La première civilisation qui parvient à unifier ces régions autour d'elle fut celle du royaume de Kerma qui tient son nom de la cité de Kerma, que l'on suppose avoir été sa capitale, et dont les populations parlaient des langues chamito-sémitiques de la branche couchitique. Par-delà la première cataracte, la Nubie, pays de l'or, a tôt attisé les convoitises des pharaons, qui y multiplièrent les expéditions militaires et commerciales. Au Moyen Empire, Sésostris III (vers 1872-1854 av. J.-C.) mène quatre campagnes militaires contre le royaume de Koush. Finalement il annexe la région entre la première et la deuxième cataracte. Et il établit un vaste dispositif de 7 forteresses immédiatement au sud de la deuxième cataracte. Après cette percée violente contre toutes les populations qu'il rencontre, le commerce se poursuit avec les populations locales qui font transiter les matières convoitées par l'Égypte. Ensuite, sous le Nouvel Empire, les troupes égyptiennes se répandront toujours plus loin vers le Sud. Sous le règne de Thoutmôsis Ier, vers 1520 av. J.-C., toute la Nubie du Nord fut annexée.
Sous Thoutmôsis Ier, l'Égypte a fait plusieurs campagnes au sud. Cela a finalement abouti à l'annexion de la Nubie (« Koush » en égyptien) vers -1504. La situation s'inversera bien plus tard avec l'épisode des pharaons nubiens. Après la conquête, la culture Kerma fut de plus en plus « égyptienne », mais les rébellions se poursuivirent pendant 220 ans (jusqu'à environ 1300 av. J.-C.). Pendant le Nouvel Empire, le royaume de Kerma / Koush est devenu une province clé de l'Empire égyptien, économiquement, politiquement et spirituellement. De grandes cérémonies pharaoniques eurent lieu à Gebel Barkal près de Napata, et les lignées royales des deux régions semblent s'être mariées. L'étendue de la continuité culturelle et politique entre le royaume de Kerma et le royaume de Koush est difficile à déterminer au plan chronologique. Le royaume de Koush, plus égyptien, émergea, peut-être de Kerma, et retrouva son indépendance de la région vis-à-vis de l'Égypte au cours de la Troisième Période intermédiaire (1085 / 750 av. J.-C.). Se constitua alors dans le bassin du Nil moyen un « empire koushite » qui allait perdurer durant quelque mille ans. Cette période est traditionnellement divisée en deux époques : celle de Napata, qui a duré de -750 à -300, et celle de Méroé, qui a duré de 300 av. J.-C. à 340 ap. J.-C. Initialement, les rois kouchites continuèrent à utiliser Kerma pour les enterrements royaux et les cérémonies spéciales, ce qui suggère une certaine connexion. De plus, l'aménagement des enceintes funéraires royales de Kerma et de Napata (la capitale de Koush) est conçu de la même manière. Des caches de statues des pharaons de Koush ont également été découvertes à Kerma, suggérant que les dirigeants napatéens reconnaissaient un lien historique fort entre leur capitale et Kerma.
Par ailleurs, des éléments linguistiques indiquent que les peuples kerma parlaient des langues afro-asiatiques de la branche couchitique,. Le nobiin (nubien) contient aujourd'hui un certain nombre de mots clés liés au pastoralisme qui sont d'origine couchitiques orientales. Ceci suggère que les populations du kerma - qui, avec la culture du Groupe C, habitaient la vallée du Nil juste avant l'arrivée des premiers locuteurs nubiens - parlaient des langues chamito-sémitiques.
L'analyse craniométrique des fossiles de Kerma a montré qu'ils étaient morphologiquement proches des Égyptiens prédynastiques de Nagada (4000-3200 avant notre ère) qui eux-mêmes sont étroitement apparentés à d'autres populations afro-asiatiques de la Corne de l'Afrique. Les Kermans étant plus éloignés des Égyptiens dynastiques de Gizeh (323 avant notre ère/330 de notre ère) et des Égyptiens prédynastiques de Badari (4400-4000 avant notre ère).

#### Napata (duVIIIeauIVesiècleavant notre ère)
Le royaume de Koush reprit beaucoup de pratiques traditionnelles égyptiennes, notamment leur religion, et les pyramides. Le royaume survit plus longtemps que celui d'Égypte, envahissant même ce dernier durant la XXVe dynastie au VIIIe siècle avant notre ère. Vers 660 av. J.-C., les pharaons koushites sont repoussés vers leur région d'origine, la Nubie, et forment à Napata un royaume original, synthèse des influences nubiennes et égyptiennes.
Vers 591 av. J.-C., à la suite de l'expédition de Psammétique II contre Koush, la capitale quitte Napata pour Méroé. À ce fait s'était ajouté le durcissement des conditions climatiques ; ce qui reléguait le nord à des fonctions secondaires.

#### Méroé (IVeavant notre ère -IVesièclede notre ère)

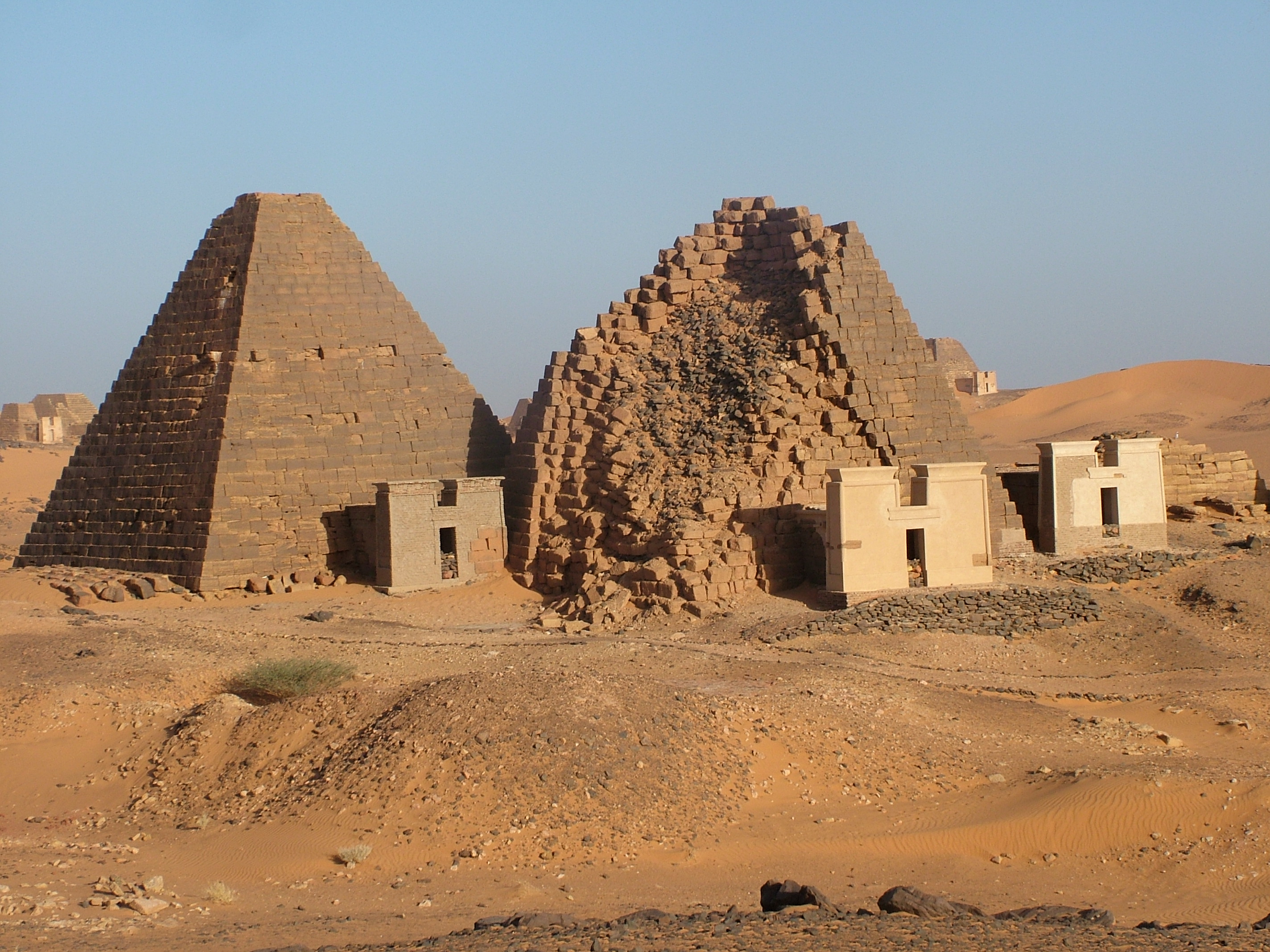
Cimetière sud de Méroé.

À partir des années 315 / 295 av. J.-C., s'accentue la rupture (jamais achevée) d'avec le modèle égyptien.
En effet, sous Nastasen (335 à 315 av. J.-C.), Méroé ravissait à Napata les dernières grandes fonctions qui lui restaient. C'était celles de lieu de couronnement et d'inhumation des souverains.
C'est dans ce contexte qu'a eu lieu l'avènement des Candaces, des reines exerçant effectivement le pouvoir politique suprême. L'effectivité de leurs statut et fonctions impériaux est traduite par les titres royaux qu'elles portent et qui sont empruntés au protocole pharaonique. Ce sont Sa-Rê, Neb-tawy et n-swt-bity. Elle est traduite par le geste auguste de massacrer les ennemis qui, depuis Narmer, exprime le triomphe du souverain régnant. Elle trouve aussi un écho dans la Bible.
En -25, la reine candace Amanishakhéto repousse la tentative d'invasion des légions romaines d'Auguste, dirigées par Gaius Petronius. Elle ordonne une incursion en Égypte visant les troupes romaines et défait trois cohortes. Un traité est finalement conclu, permettant d'instaurer des relations commerciales entre les deux empires.
Durant l'époque romaine, les koushites étaient des mercenaires redoutés.
À cette époque, les différentes régions se divisèrent en plus petits groupes armés, dirigés par un général. Ils combattirent pour asseoir leur autorité sur la Nubie, laissant la région faible et vulnérable à toute attaque. Les Noba en profitèrent pour conquérir la Nubie - il est même possible que le nom de la région leur soit dû, à moins que « Nubie » vienne du mot égyptien nub, l'or. Depuis ce temps, les Romains les ont appelés Nobatae.

### La Nubie chrétienne
Vers l'an 350, la Nubie fut envahie par le royaume éthiopien d'Aksoum. L'ancien gouvernement nubien fut écrasé. Trois nouveaux royaumes se formèrent alors : 
- La Nobatie, au nord, entre les première et seconde cataractes du Nil, dont la capitale était Pachoras (aujourd'hui Faras) ;
- La Makurie, au milieu, ayant pour capitale Dongola ;
- L'Alodie, plus au sud, ayant sa capitale à Soba, près de Khartoum ;

Le roi Silko de Nobatie écrivait en grec et grava ses victoires sur le temple de Talmis (aujourd'hui Kalabchah) vers l'an 500.
Quand Athanase d'Alexandrie consacra Marcus évêque de Philæ avant sa mort en 373, montrant par la même occasion la domination chrétienne sur la région au IVe siècle, Jean d'Éphèse nota qu'un prêtre monophysite nommé Julien convertit le roi et ses nobles vers 545. Il note également que le royaume d'Alodie fut converti vers 569. Ses écrits sont parfois contradictoires, cependant, avec ceux de ses contemporains. L'Église de Nubie prêta allégeance à l'Église orthodoxe (Melkite) puis, en 719, à l'Église copte orthodoxe.

### Résistance à l'islamisation (duVIIeauXIVesiècle)
Au VIIe siècle, le royaume de Makurie s'étend, annexant au nord le royaume de Nobatie, face à l'Égypte. La Makurie devient la principale puissance de la région, capable de contrer les expéditions arabes. Quoique Maqrîzî dit qu'une expédition contre la Nubie dirigée par Abdallah ibn Saad vers 652 ait, en dépit de son échec, abouti à un traité de libre circulation pour les marchands des deux pays dont les musulmans ont profité, la Nubie reste fermement chrétienne.
Ce fait est connu des puissances européennes via la communauté nubienne de Jérusalem, dont les prêtres se distinguaient des autres jacobites. Ainsi Jacques de Vitry, évêque d'Acre, fait état vers 1212 dans son Historia Orientalis de leur indépendance. Plus encore, en 1307, la puissance des Nubiens chrétiens paraissait suffisamment importante à Hayton pour qu'il recommande au pape, dans un traité ajouté à sa Fleur des histoires de la terre d'Orient, de les inciter à prendre part à une croisade contre les Mamelouks :

« Que Votre Sainteté consente à écrire au roi des Nubiens, qui ont été convertis à la foi du Christ par l’apôtre saint Thomas en Éthiopie, en leur ordonnant de faire la guerre au sultan d’Égypte, de faire entrave à sa puissance et de le harceler. Je crois fermement que ces Nubiens, pour l’honneur de notre Seigneur Jésus-Christ, s’efforceront d’envahir les terres du sultan par le désert, lui causant de nombreux dommages et entraves. »

Même chose vingt ans plus tard dans le second projet du renversement du pouvoir mamelouk présenté au pape Jean XXII en 1321 par le Vénitien Marino Sanudo. Il veut que les « chrétiens noirs de Nubie » attaquent l’Égypte par le sud pendant que les Européens progresseront depuis la côte. Il ne doute pas que les Nubiens se joindront d'eux-mêmes, et le dit au roi de France Philippe VI : 

« De plus, il existerait un authentique espoir pour que les chrétiens de Nubie et d’autres régions au-dessus de l’Égypte, qui sont noirs et qui ont subi force châtiments de la part du sultan du Caire, descendent, en toute logique, depuis leurs pays, de telle sorte que les infidèles d’Égypte ne pourront entièrement les contenir. »

Cependant, par le commerce, la langue arabe et l'islam se propageaient lentement en Nubie. Le palais royal d'audience de Dongola est remplacé par une mosquée en 1317. Il n'en demeure pas moins que l'indépendance du Soudan du Sud en 2011 atteste du maintien au fil des siècles, malgré la domination musulmane, du fond chrétien de l'ancienne Nubie[pertinence contestée].

### La Nubie islamique
Le royaume de Kokka lui débute justement vers 1350 et se termine à l'arrivée des Anglais. Il s'étend alors d'Assouan jusqu'à Dongola, c'est un royaume musulman conquis par le roi Nasser, descendant du compagnon du prophète Mahomet Ubay Ibn Ka'b[réf. nécessaire].
Après plusieurs centaines d’années de règne et treize rois successifs, le royaume est aboli par les Anglais. Les derniers rois furent Al Dyab, Al Malik, Zubayr, et Abdelaziz qui avait hérité depuis le roi Nasser de tout ce royaume. Il y avait une division en sept districts dont Dongola qui était devenue la capitale économique. Les héritiers et le dernier roi Abdelaziz mort vers 1950 ont conservé des titres honorifiques, comme le suffixe « ourou » signifiant Roi. La couronne ainsi que l'épée du dernier roi et plusieurs terres ont été attribuées à sa descendance.

### Nubie moderne

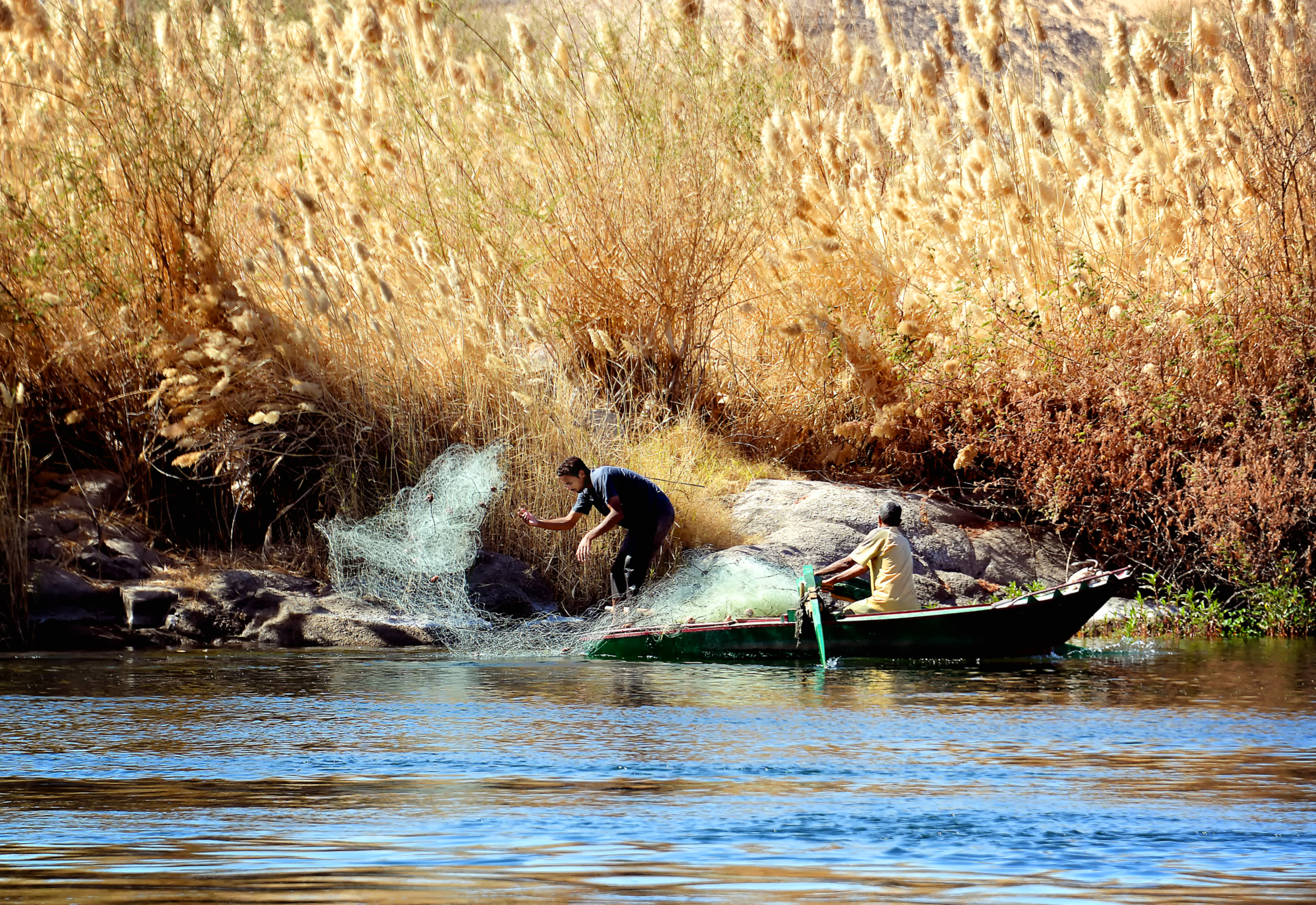
Pêche au filet (2017).

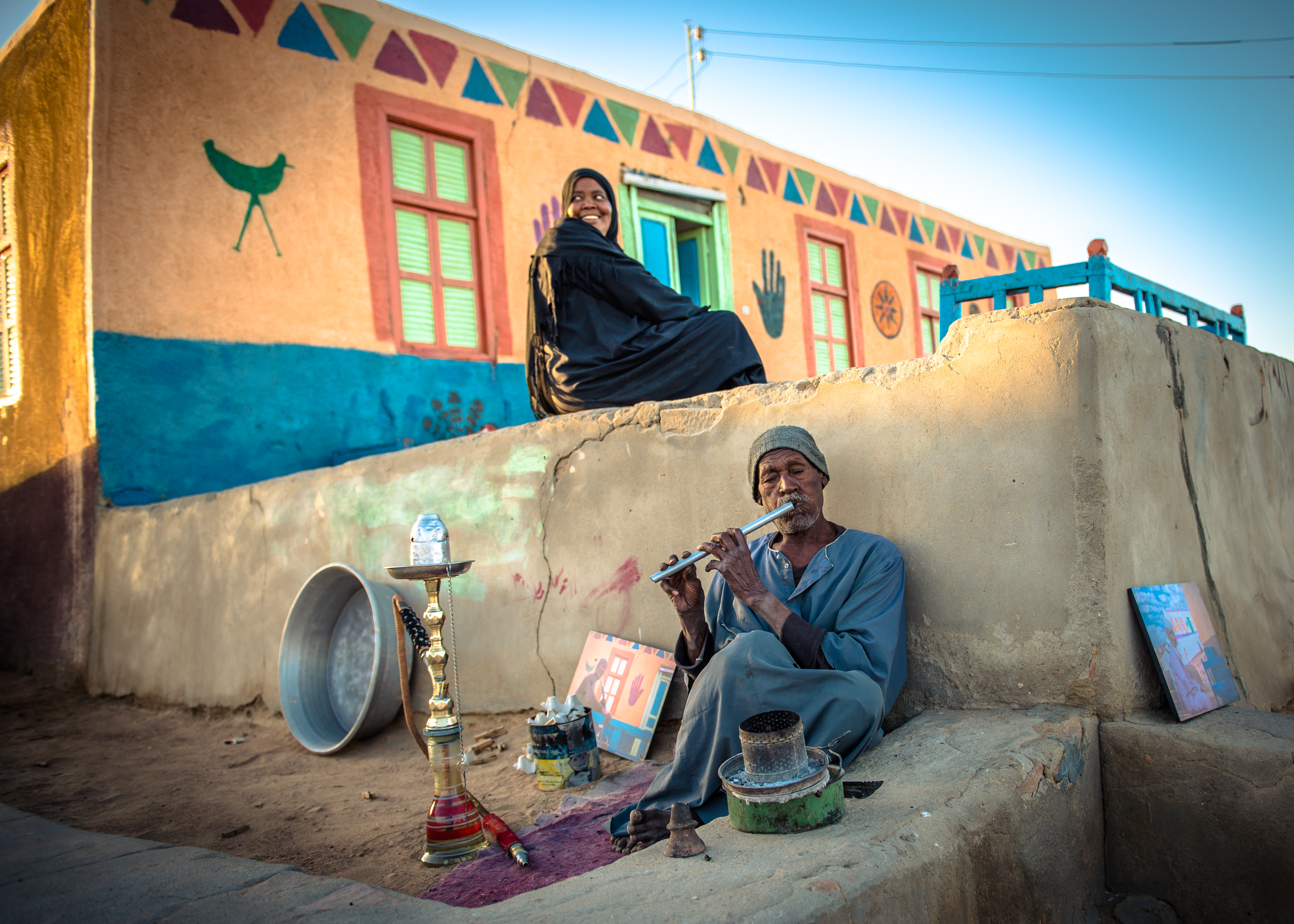
Couple de Nubiens égyptiens en représentation traditionnelle devant leur maison. Janvier 2018.

Au cours du XIVe siècle, le gouvernement dongolan s'effondra, divisant la région qui revint alors sous l'influence de l'Égypte. La Nubie vit défiler les envahisseurs, et l'installation de nombreux royaumes successifs. L'Égypte s'appropria l'extrême nord de la région, laissant le Sud de Dongola au royaume de Sennar vers le XVIe siècle.
L'Égypte n'obtint le contrôle total de la région que sous le règne de Méhémet Ali au XIXe siècle, mais elle devint peu après un condominium anglo-égyptien, le « Soudan anglo-égyptien ».
Avec la fin de la colonisation anglaise, la Nubie fut séparée en deux parties, l'une appartenant à l'Égypte, l'autre au Soudan.
L'histoire récente des Nubiens est marquée par une ultime catastrophe écologique et sociologique de grande envergure. En 1963, les quelque 100 000 habitants de Basse-Nubie, entre la cataracte de Dal au Soudan et Assouan en Égypte, sont chassés de leurs maisons et de leurs terres par la construction du haut barrage d'Assouan. Depuis, le lac Nasser a englouti deux cataractes majeures de l'Égypte antique.
En aval du barrage, les derniers pêcheurs nubiens tapent encore sur l'eau avec de longs bâtons pour attirer silures et perches du Nil vers leurs nasses. Leurs héritiers préfèrent louer leurs services aux touristes du lac Nasser.

## Génétique[pertinence contestée]
Selon l'analyse de l'ADN-Y par Hassan et al. (2008), environ 44 % des Nubiens au Soudan portent l'haplogroupe J, non-africain, originaire de l'Asie de l'Ouest. Les autres appartiennent principalement au clade E1b1b (23 %). Les deux lignées paternelles sont également communes parmi les populations afro-asiatiques locales. Les autres haplogroupes les plus fréquents portés par les Nubiens sont le clade R1b lié à l'Europe occidentale (10 %) et la lignée eurasienne F (10 %), suivi de l'archaïque haplogroupe B africain (8 %) et du clade I associé aux populations européennes (5 %).
Sur le plan maternel, Hassan (2009) a observé qu'environ 83 % de leurs échantillons nubiens contenaient divers sous-clades du macrohaplogroupe L. centré sur l'Afrique. Parmi ces lignées ADNmt, le clade le plus souvent porté était L3 (30,8 %), suivi de L0a (20,6 % ), L2 (10,3 %), L1 (6,9 %), L4 (6,9 %) et L5 (6,9 %) haplogroupes. Les 17 % restants de Nubiens appartenaient à des sous-lignées des macro-agrégats d'Eurasie M (3,4 % M / D, 3,4 % M1) et N (3,4 % N1a, 3,4 % preHV1, 3,4 % R / U6a1). En analysant un groupe différent d'individus nubiens habitant au Soudan, Non (2010) a trouvé une fréquence significativement plus élevée d'environ 48 % des macrohaplogroupes eurasiens M et N. De ces lignées d'ADNmt, 16 % des Nubiens examinés appartenaient au clade M (environ 9 % à M1), le reste portant des sous-groupes N (y compris environ 8 % de R0, 3 % de T1a et 1 % de H). Les 52 % restants de Nubiens portaient divers dérivés du macro-haplogroupe L (xM, N) centrés sur l'Afrique, avec environ 11 % des individus appartenant à la sous-clade L2a1.
Dobon et al. (2015) ont identifié une composante autosomique ancestrale d'origine eurasienne occidentale commune à de nombreuses populations nubiennes et afro-asiatiques modernes dans la vallée du Nil et la corne de l'Afrique, y compris les Arabes soudanais. Connu comme la composante copte, il atteint un sommet chez les coptes égyptiens qui se sont installés au Soudan au cours des deux derniers siècles. Les scientifiques associent la composante copte avec l'ascendance égyptienne ancienne, sans l'influence arabe ultérieure qui est présente parmi les autres Egyptiens. Hollfelder et al. (2017) ont également analysé diverses populations au Soudan et observé des affinités autosomiques proches entre leurs échantillons arabes nubiens et soudanais.
En 2015, Sirak et al. a également analysé l'ADN ancien d'un habitant de la période chrétienne de Kulubnarti en Nubie septentrionale entre la deuxième et la troisième cataracte, près de l’actuelle frontière égyptienne. Les scientifiques ont trouvé que le spécimen médiéval était le plus étroitement lié aux populations du Moyen-Orient. D'autres fouilles de deux cimetières de la période paléochrétienne (550-800 de notre ère) à Kulubnarti, l'une située sur le continent et l'autre sur une île, ont révélé l'existence de deux populations locales ancestrales et socio-économiquement distinctes. Une ancienne analyse de l'ADN des spécimens de ces sites d'enfouissement a révélé que les échantillons du continent étaient principalement des clades d'ADN mitochondrial européen et proche-oriental, tels que les lignées K1, H, I5 et U1 ; seulement 36,4 % des individus du continent appartenaient à des haplogroupes maternels africains. En revanche, 70 % des spécimens du site d'enfouissement de l'île portaient des clades africains, parmi lesquels figuraient les haplogroupes d'ADNmt L2, L1 et L5.
Sirak et al. (2021) ont ensuite analysé le génome complet de 66 individus provenant de ces deux cimetières distincts du site de Kulubnarti et daté de la période chrétienne (environ 650–1000 de notre ère). Les deux cimetières révèlent peu de différences dans les proportions d'ascendance, et l’identification de proches parents entre eux suggère que leurs occupants appartenaient à une même population, malgré des distinctions archéologiques indiquant une stratification sociale. Les échantillons présentent un profil génétique mêlant des ascendances d'Eurasie occidentale (~60 %) et subsaharienne apparentée aux Dinka (~40 %). L’ascendance eurasienne, probablement issue des anciens Égyptiens, est plus proche des populations du Levant de l’âge du bronze ou du fer. Les Nubiens modernes présentent une augmentation de l’ascendance subsaharienne ainsi qu’une modification de leur composante eurasienne, témoignant de mélanges ultérieurs avec d'autres populations.